# Voznessenka (Aguínskoie)
Voznessenka (en rus: Вознесенка) és un poble del krai de Krasnoiarsk, a Rússia, segons el cens del 2017 tenia 333 habitants. Pertany al districte municipal d'Aguínskoie.